# Lissonota macqueeni
Lissonota macqueeni är en stekelart som beskrevs av Dali Chandra 1976. Lissonota macqueeni ingår i släktet Lissonota och familjen brokparasitsteklar. Inga underarter finns listade i Catalogue of Life.